# Marmota monax
La marmota monax (Marmota monax) és una espècie de rosegador esciüromorf de la família dels esciúrids. Al contrari que la majoria de les marmotes, la marmota canadenca no és una espècie de muntanya, sinó que habita en zones planes. Es troba en gran part del Canadà i els Estats Units (inclosa Alaska), faltant només a les àrees de tundra, les muntanyes Rocoses meridionals, els deserts i les zones pantanoses i subtropicals del Golf de Mèxic.

## Característiques
La longitud típica de la marmota canadenca és de 40 a 65 centímetres de llarg més 15 de cua, amb un pes de 2 a 4 quilos. En aquelles àrees on abunda l'aliment (especialment l'alfals) i no existeixen depredadors habituals es poden trobar exemplars de fins a 80 cm de llarg i 14 quilos de pes. L'esperança de vida és de 6 anys en la natura i 10 en captivitat.

## Hàbitat
Les marmotes canadenques s'han multiplicat de manera notable des de l'arribada dels primers colons europeus a Nord-amèrica, ja que la desforestació ha contribuït a l'expansió del seu hàbitat típic, el de les planes herbàcies de clima temperat-fred. L'espècie es troba amb regularitat fins i tot en certes zones habitades dels EUA, on és un animal molt popular.

## Comportament

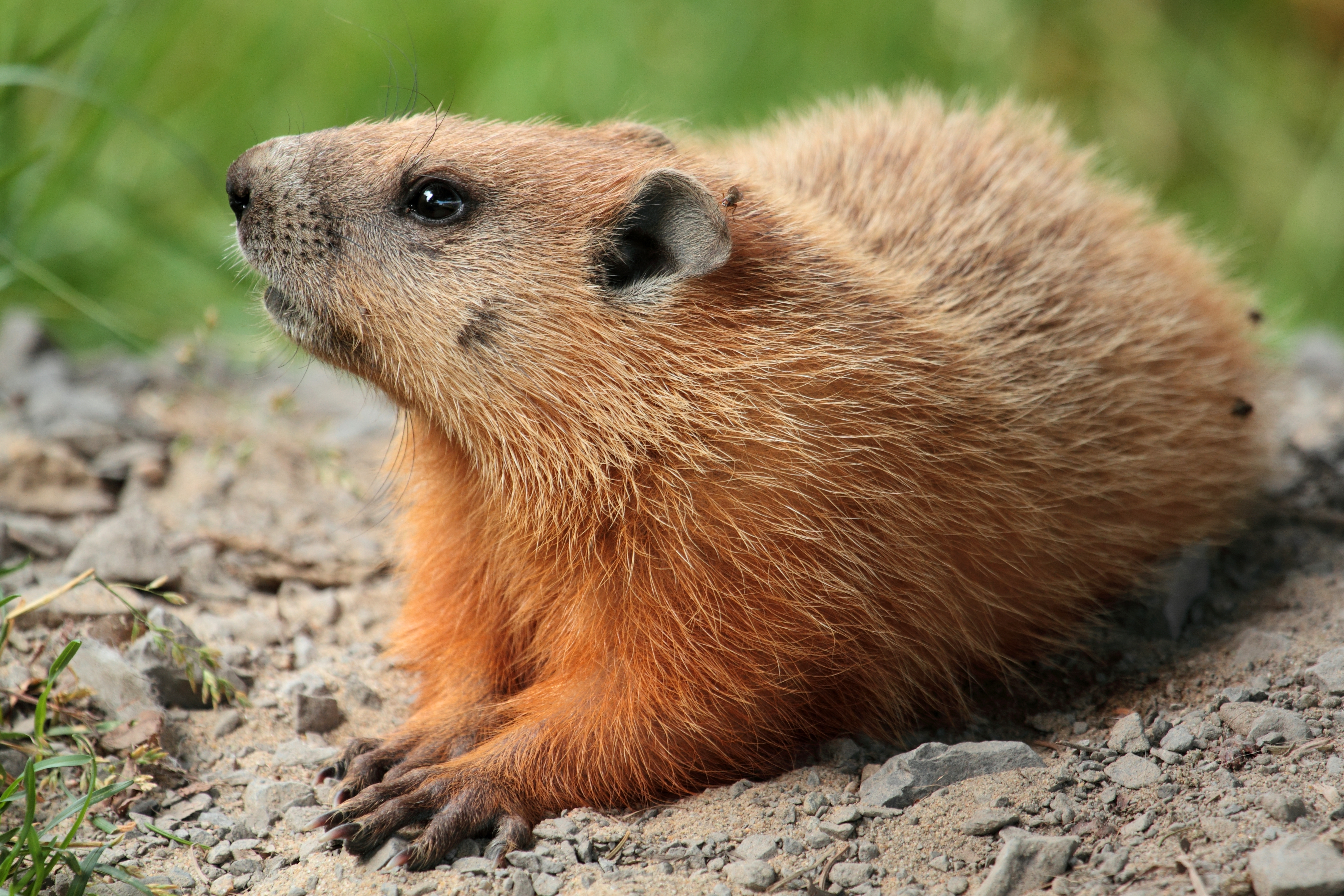
Marmota monax

Com la resta de marmotes, construeixen caus on dormen, crien la seva prole i hibernen en els mesos freds. Aquests caus tenen normalment dues entrades, per facilitar l'accés des d'una zona més àmplia quan es detectin depredadors, així com per abandonar-la si un d'ells aconsegueix colar-se dins. Així i tot, abans de recórrer a la fugida la marmota defensa feroçment el seu cau dels intrusos ajudant-se de les seves grans ungles i incisius, i no és rar que aconsegueixi expulsar del refugi a carnívors com mofetes, guineus, gossos petits o mosteles.

## Reproducció
Les marmotes maduren i poden reproduir-se ja en el seu primer any de vida, encara que el més normal és que esperin al segon per tenir la seva primera ventrada. L'època de zel es produeix entre març i abril, just al final de la hibernació. Durant el període de gestació, que dura una trentena de dies, mascle i femella romanen junts, abandonant el primer el cau quan es produeix el part. Aquest consta de dues a sis cries que neixen cegues, nues i incapaces de valer-se per si mateixes. Creixen de pressa i al voltant del mes i mig de néixer ja abandonen la llar materna.